# Temporada 2022 de TCR Europe Touring Car Series
La temporada 2022 de TCR Europe Touring Car Series fue la séptima del TCR Europe Touring Car Series. La misma comenzó en el Autódromo Internacional do Algarve en mayo y finalizó en el Circuito de Barcelona-Cataluña en octubre.

## Equipos y pilotos
Kumho es el proveedor oficial de neumáticos.
| Equipo                               | Auto                         | N.º | Piloto               | C | Rondas   |
| ------------------------------------ | ---------------------------- | --- | -------------------- | - | -------- |
| Élite Motorsport by Comtoyou         | Audi RS3 LMS TCR (2021)      | 2   | Luís Cidade          | R | 1        |
| Élite Motorsport by Comtoyou         | Audi RS3 LMS TCR (2021)      | 18  | Miklas Born          | R | 1        |
| Élite Motorsport by Comtoyou         | Audi RS3 LMS TCR (2021)      | 111 | Marco Butti          | R | 3–4      |
| Lema Racing                          | CUPRA León Competición TCR   | 3   | Giacomo Ghermandi    | D | Todas    |
| HYUNDAI \| Janík Motorsport          | Hyundai Elantra N TCR        | 4   | Samuel Sládečka      |   | 7        |
| HYUNDAI \| Janík Motorsport          | Hyundai Elantra N TCR        | 24  | Jáchym Galáš         |   | Todas    |
| HYUNDAI \| Janík Motorsport          | Hyundai Elantra N TCR        | 70  | Maťo Homola          |   | 1–5      |
| HYUNDAI \| Janík Motorsport          | Hyundai Elantra N TCR        | 73  | Václav Janík         | D | 6        |
| Halder Motorsport                    | Honda Civic Type-R TCR (FK7) | 7   | Mike Halder          |   | 1–4, 6–7 |
| Halder Motorsport                    | Honda Civic Type-R TCR (FK7) | 53  | Michelle Halder      |   | Todas    |
| Halder Motorsport                    | Honda Civic Type-R TCR (FK7) | 62  | Jack Young           |   | Todas    |
| Target Competition                   | Hyundai Elantra N TCR        | 8   | Nicola Baldan        |   | Todas    |
| Target Competition                   | Hyundai Elantra N TCR        | 44  | Felice Jelmini       |   | Todas    |
| Target Competition                   | Hyundai Elantra N TCR        | 99  | Josh Files           |   | Todas    |
| BF Motorsport                        | Audi RS3 LMS TCR (2021)      | 9   | Matteo Poloni        | D | 6        |
| Teo Martín Motorsport                | Hyundai Elantra N TCR        | 10  | Alejandro Geppert    | R | 7        |
| MM Motorsport                        | Honda Civic Type-R TCR (FK7) | 11  | Paolo Rocca          | R | 6        |
| RC2 Junior Team                      | Audi RS3 LMS TCR (2021)      | 12  | Rubén Fernández Gil  | D | 3–4, 6–7 |
| RC2 Junior Team                      | CUPRA León Competición TCR   | 19  | Felipe Fernández Gil | D | 3, 6–7   |
| RC2 Junior Team                      | CUPRA León Competición TCR   | 37  | Sergio López Bolotín |   | 3–4, 6–7 |
| Volcano Motorsport                   | CUPRA León Competición TCR   | 14  | Klim Gavrilov        |   | Todas    |
| Volcano Motorsport                   | CUPRA León Competición TCR   | 16  | Evgeni Leonov        | D | Todas    |
| Volcano Motorsport                   | CUPRA León Competición TCR   | 26  | Isidro Callejas      |   | Todas    |
| Volcano Motorsport                   | CUPRA León Competición TCR   | 124 | Gustavo Moura II     | R | 1        |
| NORDPASS Juta Racing                 | Hyundai i30 N TCR            | 15  | Jonas Karklys        |   | 5        |
| Brutal Fish Racing Team              | Honda Civic Type-R TCR (FK7) | 17  | Martin Ryba          | D | 1–3      |
| Brutal Fish Racing Team              | Honda Civic Type-R TCR (FK7) | 74  | Pepe Oriola          |   | 1–3      |
| Comtoyou Team Audi Sport             | Audi RS3 LMS TCR (2021)      | 22  | Frédéric Vervisch    |   | 7        |
| Sébastien Loeb Racing - Bardhal Team | CUPRA León Competición TCR   | 27  | John Filippi         |   | Todas    |
| Comtoyou Racing                      | Audi RS3 LMS TCR (2021)      | 33  | Tom Coronel          |   | 1–3, 5–7 |
| Comtoyou Racing                      | Audi RS3 LMS TCR (2021)      | 39  | Stian Paulsen        |   | 4        |
| Comtoyou Racing                      | Audi RS3 LMS TCR (2021)      | 72  | Franco Girolami      |   | Todas    |
| Comtoyou Racing                      | Audi RS3 LMS TCR (2021)      | 110 | Viktor Davidovski    | D | Todas    |
| Comtoyou Racing                      | Audi RS3 LMS TCR (2021)      | 111 | Marco Butti          | R | 5-7      |
| RaceSing                             | Hyundai i30 N TCR            | 34  | Patrick Sing         |   | 4–5      |
| Burton Racing                        | Peugeot 308 TCR              | 46  | Caren Burton         |   | 3        |
| Aggressive Team Italia ASD           | Hyundai Elantra N TCR        | 64  | Levente Losonczy     | R | 6        |
| Aggressive Team Italia ASD           | Hyundai Elantra N TCR        | 74  | Pepe Oriola          |   | 4–7      |
| Team Clairet Sport                   | CUPRA TCR                    | 66  | Gilles Colombani     | D | 2        |
| Team Clairet Sport                   | CUPRA León Competición TCR   | 81  | Stéphane Ventaja     | D | 2        |
| CRM Motorsport                       | Hyundai i30 N TCR            | 144 | Michele Imberti      |   | 6        |

| Icon | Class                                      |
| ---- | ------------------------------------------ |
| R    | Eligible para el TCR Europe Rookie Trophy  |
| D    | Eligible para el TCR Europe Diamond Trophy |

## Calendario
El calendario se anunció con siete rondas establecidas.
| Rnd. | Rnd. | Circuito                                               | Fecha            | Categorías soportadas                                                    |
| ---- | ---- | ------------------------------------------------------ | ---------------- | ------------------------------------------------------------------------ |
| 1    | 1    | Autódromo Internacional do Algarve, Portimão, Portugal | 30 de abril      | Deutsche Tourenwagen Masters Campeonato de España de F4                  |
| 1    | 2    | Autódromo Internacional do Algarve, Portimão, Portugal | 1 de mayo        | Deutsche Tourenwagen Masters Campeonato de España de F4                  |
| 2    | 3    | Circuito Paul Ricard, Le Castellet, Francia            | 21 de mayo       | International GT Open Eurofórmula Open                                   |
| 2    | 4    | Circuito Paul Ricard, Le Castellet, Francia            | 22 de mayo       | International GT Open Eurofórmula Open                                   |
| 3    | 5    | Circuito de Spa-Francorchamps, Spa, Bélgica            | 18 de junio      | International GT Open Eurofórmula Open Campeonato de Italia de Fórmula 4 |
| 3    | 6    | Circuito de Spa-Francorchamps, Spa, Bélgica            | 19 de junio      | International GT Open Eurofórmula Open Campeonato de Italia de Fórmula 4 |
| 4    | 7    | Norisring, Núremberg, Alemania                         | 2 de julio       | Deutsche Tourenwagen Masters DTM Trophy                                  |
| 4    | 8    | Norisring, Núremberg, Alemania                         | 3 de julio       | Deutsche Tourenwagen Masters DTM Trophy                                  |
| 5    | 9    | Nürburgring, Nürburg, Alemania                         | 27 de agosto     | Deutsche Tourenwagen Masters DTM Trophy                                  |
| 5    | 10   | Nürburgring, Nürburg, Alemania                         | 28 de agosto     | Deutsche Tourenwagen Masters DTM Trophy                                  |
| 6    | 11   | Autodromo Nazionale di Monza, Monza, Italia            | 24 de septiembre | International GT Open Eurofórmula Open                                   |
| 6    | 12   | Autodromo Nazionale di Monza, Monza, Italia            | 25 de septiembre | International GT Open Eurofórmula Open                                   |
| 7    | 13   | Circuito de Barcelona-Cataluña, Montmeló, España       | 15 de octubre    | International GT Open Eurofórmula Open                                   |
| 7    | 14   | Circuito de Barcelona-Cataluña, Montmeló, España       | 16 de octubre    | International GT Open Eurofórmula Open                                   |

## Resultados por carrera
| Rnd. | Rnd. | Circuito                           | Pole position   | Vuelta rápida     | Piloto ganador    | Equipo ganador                       | Rookie Trophy      | Diamond Trophy       | Resultados |
| ---- | ---- | ---------------------------------- | --------------- | ----------------- | ----------------- | ------------------------------------ | ------------------ | -------------------- | ---------- |
| 1    | 1    | Autódromo Internacional do Algarve | Mike Halder     | Isidro Callejas   | Jack Young        | Halder Motorsport                    | Luís Cidade        | Viktor Davidovski    | Resultados |
| 1    | 2    | Autódromo Internacional do Algarve |                 | Franco Girolami   | Franco Girolami   | Comtoyou Racing                      | Luís Cidade        | Viktor Davidovski    | Resultados |
| 2    | 3    | Circuito Paul Ricard               | Tom Coronel     | Tom Coronel       | Tom Coronel       | Comtoyou Racing                      | No hubo inscriptos | Viktor Davidovski    | Resultados |
| 2    | 4    | Circuito Paul Ricard               |                 | Viktor Davidovski | Viktor Davidovski | Comtoyou Racing                      | No hubo inscriptos | Viktor Davidovski    | Resultados |
| 3    | 5    | Circuito de Spa-Francorchamps      | Franco Girolami | Franco Girolami   | Isidro Callejas   | Volcano Motorsport                   | Jáchym Galáš       | Evgeni Leonov        | Resultados |
| 3    | 6    | Circuito de Spa-Francorchamps      |                 | Isidro Callejas   | Jáchym Galáš      | HYUNDAI \| Janík Motorsport          | Jáchym Galáš       | Evgeni Leonov        | Resultados |
| 4    | 7    | Norisring                          | Mike Halder     | Franco Girolami   | Mike Halder       | Halder Motorsport                    | Marco Butti        | Viktor Davidovski    | Resultados |
| 4    | 8    | Norisring                          |                 | Marco Butti       | Franco Girolami   | Comtoyou Racing                      | Marco Butti        | Viktor Davidovski    | Resultados |
| 5    | 9    | Nürburgring                        | Tom Coronel     | Tom Coronel       | Tom Coronel       | Comtoyou Racing                      | Marco Butti        | Evgeni Leonov        | Resultados |
| 5    | 10   | Nürburgring                        |                 | Carrera cancelada | Carrera cancelada | Carrera cancelada                    | Carrera cancelada  | Carrera cancelada    | Resultados |
| 6    | 11   | Autodromo Nazionale di Monza       | John Filippi    | Jack Young        | John Filippi      | Sébastien Loeb Racing - Bardhal Team | Marco Butti        | Felipe Fernández Gil | Resultados |
| 6    | 12   | Autodromo Nazionale di Monza       |                 | Jack Young        | Franco Girolami   | Comtoyou Racing                      | Marco Butti        | Felipe Fernández Gil | Resultados |
| 7    | 13   | Circuito de Barcelona-Cataluña     | Jack Young      | Jack Young        | Jack Young        | Halder Motorsport                    | Marco Butti        | Viktor Davidovski    | Resultados |
| 7    | 14   | Circuito de Barcelona-Cataluña     |                 | Franco Girolami   | Franco Girolami   | Comtoyou Racing                      | Marco Butti        | Viktor Davidovski    | Resultados |

## Puntuaciones
| Pos.    | 1.º | 2.º | 3.º | 4.º | 5.º | 6.º | 7.º | 8.º | 9.º | 10.º | 11.º | 12.º | 13.º | 14.º | 15.º |
| Q1      | Q1  | Q1  | Q1  | Q1  | Q1  | Q1  | Q1  | Q1  | Q1  | Q1   | Q1   | Q1   | Q1   | Q1   | Q1   |
| ------- | --- | --- | --- | --- | --- | --- | --- | --- | --- | ---- | ---- | ---- | ---- | ---- | ---- |
| Pts.    | 6   | 5   | 4   | 3   | 2   | 1   |     |     |     |      |      |      |      |      |      |
| Q2      |     |     |     |     |     |     |     |     |     |      |      |      |      |      |      |
| Pts.    | 10  | 7   | 5   | 4   | 3   |     |     |     |     |      |      |      |      |      |      |
| Carrera |     |     |     |     |     |     |     |     |     |      |      |      |      |      |      |
| Pts.    | 40  | 35  | 30  | 27  | 24  | 21  | 18  | 15  | 13  | 11   | 9    | 7    | 5    | 3    | 1    |

## Clasificaciones

### Campeonato de Pilotos
| Pos. | Piloto               | POR | POR | LEC | LEC | SPA | SPA | NOR | NOR | NÜR | NÜR | MNZ | MNZ | BAR | BAR | Pts. |
| ---- | -------------------- | --- | --- | --- | --- | --- | --- | --- | --- | --- | --- | --- | --- | --- | --- | ---- |
| 1    | Franco Girolami      | 5   | 1   | 2   | 4   | 2   | 4   | 3   | 1   | 3   | C   | 12  | 1   | 3   | 1   | 431  |
| 2    | Tom Coronel          | 8   | 3   | 1   | 5   | 5   | 3   |     |     | 1   | C   | 13  | 8   | 2   | 2   | 316  |
| 3    | Josh Files           | 6   | 5   | 8   | 17  | 3   | 5   | 2   | 3   | 6   | C   | 5   | 9   | 9   | 19  | 285  |
| 4    | Isidro Callejas      | 4   | 8   | 11  | 7   | 1   | 7   | 5   | 5   | 10  | C   | 8   | Ret | 5   | 6   | 275  |
| 5    | Klim Gavrilov        | 7   | 6   | 5   | 2   | 6   | 8   | 12  | 2   | Ret | C   | 9   | 2   | 12  | 16  | 256  |
| 6    | Jack Young           | 1   | 11  | 19† | 13  | 8   | 6   | 10  | 6   | Ret | C   | 11  | 7   | 1   | 5   | 246  |
| 7    | Nicola Baldan        | 3   | 15  | 9   | 10  | 4   | 12  | 13  | 11  | 2   | C   | 4   | 4   | 7   | 8   | 245  |
| 8    | Mike Halder          | 2   | 9   | 10  | Ret | 13  | 13  | 1   | 7   |     |     | 3   | 12  | 10  | 4   | 228  |
| 9    | Jáchym Galáš         | 11  | 7   | 12  | 9   | 9   | 1   | 11  | 8   | 7   | C   | 2   | 13  | 6   | 10  | 224  |
| 10   | John Filippi         | 10  | 4   | 4   | 6   | 12  | 15  | 7   | 10  | 9   | C   | 1   | 22  | 11  | Ret | 202  |
| 11   | Pepe Oriola          | 9   | 2   | 7   | 3   | Ret | 10  | Ret | 12  | 4   | C   | 7   | 10  | 8   | Ret | 185  |
| 12   | Viktor Davidovski    | 13  | 10  | 6   | 1   | 11  | 20† | 4   | 4   | 14  | C   | 16  | 14  | 15  | 9   | 169  |
| 13   | Felice Jelmini       | 15  | 16  | 3   | 8   | 7   | 9   | 9   | Ret | 5   | C   | 10  | 23  | WD  | WD  | 156  |
| 14   | Maťo Homola          | 12  | 18  | 18† | 18† | Ret | 2   | 6   | 9   | Ret | C   |     |     |     |     | 79   |
| 15   | Marco Butti          |     |     |     |     | 15  | 18  | Ret | 18  | 8   | C   | 6   | 11  | 13  | 7   | 78   |
| 16   | Frédéric Vervisch    |     |     |     |     |     |     |     |     |     |     |     |     | 4   | 3   | 57   |
| 17   | Evgeni Leonov        | 17  | Ret | 17  | 12  | 10  | 11  | Ret | 16  | 13  | C   | 18  | 20  | 18  | 12  | 39   |
| 18   | Sergio López Bolotín |     |     |     |     | 17  | 17  | 15  | 19  |     |     | 22  | 3   | 17  | 13  | 37   |
| 19   | Felipe Fernández Gil |     |     |     |     | 14  | 21† |     |     |     |     | 14  | 6   | Ret | 18  | 27   |
| 20   | Michele Imberti      |     |     |     |     |     |     |     |     |     |     | 21  | 5   |     |     | 24   |
| 21   | Michelle Halder      | 14  | 14  | 16  | 15  | 16  | 14  | 16  | 13  | Ret | C   | Ret | 18  | 16  | Ret | 19   |
| 22   | Stian Paulsen        |     |     |     |     |     |     | 8   | 14  |     |     |     |     |     |     | 18   |
| 23   | Stéphane Ventaja     |     |     | 13  | 11  |     |     |     |     |     |     |     |     |     |     | 14   |
| 24   | Alejandro Geppert    |     |     |     |     |     |     |     |     |     |     |     |     | 14  | 11  | 12   |
| 25   | Martin Ryba          | 19  | 12  | 14  | Ret | Ret | Ret |     |     |     |     |     |     |     |     | 10   |
| 26   | Patrick Sing         |     |     |     |     |     |     | 18  | 15  | 11  | C   |     |     |     |     | 10   |
| 27   | Jonas Karklys        |     |     |     |     |     |     |     |     | 12  | C   |     |     |     |     | 7    |
| 28   | Luís Cidade          | 16  | 13  |     |     |     |     |     |     |     |     |     |     |     |     | 5    |
| 29   | Rubén Fernández Gil  |     |     |     |     | Ret | 16  | 14  | 17  |     |     | Ret | 17  | 19  | 15  | 4    |
| 30   | Gilles Colombani     |     |     | 20  | 14  |     |     |     |     |     |     |     |     |     |     | 3    |
| 31   | Samuel Sládečka      |     |     |     |     |     |     |     |     |     |     |     |     | 20  | 14  | 3    |
| 32   | Giacomo Ghermandi    | 20  | 17  | 15  | 16  | 18  | 19  | 17  | Ret | Ret | C   | 15  | 16  | 21  | 17  | 2    |
| 33   | Matteo Poloni        |     |     |     |     |     |     |     |     |     |     | 17  | 15  |     |     | 1    |
| -    | Gustavo Moura II     | 18  | Ret |     |     |     |     |     |     |     |     |     |     |     |     | 0    |
| -    | Václav Janík         |     |     |     |     |     |     |     |     |     |     | 20  | 19  |     |     | 0    |
| -    | Paolo Rocca          |     |     |     |     |     |     |     |     |     |     | 19  | 21  |     |     | 0    |
| -    | Levente Losonczy     |     |     |     |     |     |     |     |     |     |     | Ret | DNS |     |     | 0    |
| -    | Miklas Born          | WD  | WD  |     |     |     |     |     |     |     |     |     |     |     |     | 0    |
| -    | Caren Burton         |     |     |     |     | WD  | WD  |     |     |     |     |     |     |     |     | 0    |
| Pos. | Piloto               | POR | POR | LEC | LEC | SPA | SPA | NOR | NOR | NÜR | NÜR | MNZ | MNZ | BAR | BAR | Pts. |

| Color     | Resultado                                                               |
| --------- | ----------------------------------------------------------------------- |
| Oro       | Ganador                                                                 |
| Plata     | 2.ª plaza                                                               |
| Bronce    | 3.ª plaza                                                               |
| Verde     | Finalizó en los puntos                                                  |
| Azul      | Finalizó sin puntos                                                     |
| Azul      | NC - No clasificado                                                     |
| Violeta   | Ret - No terminó (Carrera)                                              |
| Rojo      | DNQ - No se clasificó                                                   |
| Negro     | DSQ - Descalificado                                                     |
| Blanco    | DNS - No empezó (carrera)                                               |
| Blanco    | WD - Retirado (fin de semana)                                           |
| Blanco    | C - Carrera cancelada                                                   |
| Sin color | DNP - Inscrito pero no participó                                        |
| Sin color | INJ - Lesionado                                                         |
| Sin color | EX - Excluido                                                           |
| Estado    | Resultado                                                               |
| Negrita   | Pole position                                                           |
| Cursiva   | Vuelta rápida                                                           |
| †         | Abandona, pero clasifica al completar el porcentaje requerido para ello |

#### Rookie Trophy
| Pos. | Piloto            | POR | POR | LEC | LEC | SPA | SPA | NOR | NOR | NÜR | NÜR | MNZ | MNZ | BAR | BAR | Pts. |
| ---- | ----------------- | --- | --- | --- | --- | --- | --- | --- | --- | --- | --- | --- | --- | --- | --- | ---- |
| 1    | Marco Butti       |     |     |     |     | 1   | 1   | Ret | 1   | 1   | C   | 1   | 1   | 1   | 1   | 364  |
| 2    | Luís Cidade       | 1   | 1   |     |     |     |     |     |     |     |     |     |     |     |     | 86   |
| 3    | Alejandro Geppert |     |     |     |     |     |     |     |     |     |     |     |     | 2   | 2   | 75   |
| 4    | Paolo Rocca       |     |     |     |     |     |     |     |     |     |     | 2   | 2   |     |     | 74   |
| 5    | Gustavo Moura II  | 2   | Ret |     |     |     |     |     |     |     |     |     |     |     |     | 40   |
| 6    | Levente Losonczy  |     |     |     |     |     |     |     |     |     |     | Ret | WD  |     |     | 5    |
| -    | Miklas Born       | WD  | WD  |     |     |     |     |     |     |     |     |     |     |     |     | 0    |
| Pos. | Piloto            | POR | POR | LEC | LEC | SPA | SPA | NOR | NOR | NÜR | NÜR | MNZ | MNZ | BAR | BAR | Pts. |

| Color     | Resultado                                                               |
| --------- | ----------------------------------------------------------------------- |
| Oro       | Ganador                                                                 |
| Plata     | 2.ª plaza                                                               |
| Bronce    | 3.ª plaza                                                               |
| Verde     | Finalizó en los puntos                                                  |
| Azul      | Finalizó sin puntos                                                     |
| Azul      | NC - No clasificado                                                     |
| Violeta   | Ret - No terminó (Carrera)                                              |
| Rojo      | DNQ - No se clasificó                                                   |
| Negro     | DSQ - Descalificado                                                     |
| Blanco    | DNS - No empezó (carrera)                                               |
| Blanco    | WD - Retirado (fin de semana)                                           |
| Blanco    | C - Carrera cancelada                                                   |
| Sin color | DNP - Inscrito pero no participó                                        |
| Sin color | INJ - Lesionado                                                         |
| Sin color | EX - Excluido                                                           |
| Estado    | Resultado                                                               |
| Negrita   | Pole position                                                           |
| Cursiva   | Vuelta rápida                                                           |
| †         | Abandona, pero clasifica al completar el porcentaje requerido para ello |

#### Diamond Trophy
| Pos. | Piloto               | POR | POR | LEC | LEC | SPA | SPA | NOR | NOR | NÜR | NÜR | MNZ | MNZ | BAR | BAR | Pts. |
| ---- | -------------------- | --- | --- | --- | --- | --- | --- | --- | --- | --- | --- | --- | --- | --- | --- | ---- |
| 1    | Viktor Davidovski    | 1   | 1   | 1   | 1   | 2   | 4   | 1   | 1   | 2   | C   | 3   | 2   | 1   | 1   | 533  |
| 2    | Evgeni Leonov        | 2   | Ret | 5   | 3   | 1   | 1   | Ret | 2   | 1   | C   | 5   | 7   | 2   | 2   | 397  |
| 3    | Giacomo Ghermandi    | 4   | 3   | 4   | 5   | 4   | 3   | 3   | Ret | Ret | C   | 2   | 4   | 4   | 4   | 330  |
| 4    | Rubén Fernández Gil  |     |     |     |     | Ret | 2   | 2   | 3   |     |     | 1   | 5   | 3   | 3   | 248  |
| 5    | Felipe Fernández Gil |     |     |     |     | 3   | 5   |     |     |     |     | Ret | 1   | Ret | 5   | 140  |
| 6    | Martin Ryba          | 3   | 2   | 3   | Ret | Ret | Ret |     |     |     |     |     |     |     |     | 102  |
| 7    | Stéphane Ventaja     |     |     | 2   | 2   |     |     |     |     |     |     |     |     |     |     | 73   |
| 8    | Matteo Poloni        |     |     |     |     |     |     |     |     |     |     | 4   | 3   |     |     | 57   |
| 9    | Gilles Colombani     |     |     | 6   | 4   |     |     |     |     |     |     |     |     |     |     | 49   |
| 10   | Václav Janík         |     |     |     |     |     |     |     |     |     |     | 6   | 6   |     |     | 44   |
| Pos. | Piloto               | POR | POR | LEC | LEC | SPA | SPA | NOR | NOR | NÜR | NÜR | MNZ | MNZ | BAR | BAR | Pts. |

| Color     | Resultado                                                               |
| --------- | ----------------------------------------------------------------------- |
| Oro       | Ganador                                                                 |
| Plata     | 2.ª plaza                                                               |
| Bronce    | 3.ª plaza                                                               |
| Verde     | Finalizó en los puntos                                                  |
| Azul      | Finalizó sin puntos                                                     |
| Azul      | NC - No clasificado                                                     |
| Violeta   | Ret - No terminó (Carrera)                                              |
| Rojo      | DNQ - No se clasificó                                                   |
| Negro     | DSQ - Descalificado                                                     |
| Blanco    | DNS - No empezó (carrera)                                               |
| Blanco    | WD - Retirado (fin de semana)                                           |
| Blanco    | C - Carrera cancelada                                                   |
| Sin color | DNP - Inscrito pero no participó                                        |
| Sin color | INJ - Lesionado                                                         |
| Sin color | EX - Excluido                                                           |
| Estado    | Resultado                                                               |
| Negrita   | Pole position                                                           |
| Cursiva   | Vuelta rápida                                                           |
| †         | Abandona, pero clasifica al completar el porcentaje requerido para ello |

### Campeonato de Equipos
| Pos. | Equipo                               | POR | POR | LEC | LEC | SPA | SPA | NOR | NOR | NÜR | NÜR | MNZ | MNZ | BAR | BAR | Pts. |
| ---- | ------------------------------------ | --- | --- | --- | --- | --- | --- | --- | --- | --- | --- | --- | --- | --- | --- | ---- |
| 1    | Comtoyou Racing                      | 5   | 1   | 1   | 3   | 2   | 3   | 3   | 1   | 1   | C   | 10  | 1   | 2   | 1   | 797  |
| 1    | Comtoyou Racing                      | 8   | 3   | 2   | 4   | 5   | 4   | 7   | 12  | 3   | C   | 11  | 8   | 3   | 2   | 797  |
| 2    | Target Competition                   | 3   | 5   | 6   | 8   | 3   | 5   | 2   | 3   | 2   | C   | 4   | 4   | 7   | 7   | 581  |
| 2    | Target Competition                   | 8   | 13  | 7   | 13  | 4   | 10  | 11  | 10  | 5   | C   | 5   | 9   | 9   | 15  | 581  |
| 3    | Volcano Motorsport                   | 4   | 6   | 4   | 1   | 1   | 7   | 4   | 2   | 8   | C   | 7   | 2   | 5   | 6   | 579  |
| 3    | Volcano Motorsport                   | 7   | 8   | 9   | 6   | 6   | 8   | 10  | 4   | Ret | C   | 8   | Ret | 12  | 13  | 579  |
| 4    | Halder Motorsport                    | 1   | 9   | 8   | 10  | 7   | 9   | 1   | 5   | Ret | C   | 3   | 7   | 1   | 4   | 522  |
| 4    | Halder Motorsport                    | 2   | 10  | 15† | Ret | 10  | 11  | 8   | 6   | Ret | C   | 9   | 11  | 10  | 5   | 522  |
| 5    | HYUNDAI \| Janík Motorsport          | 11  | 7   | 10  | 7   | 8   | 1   | 5   | 7   | 6   | C   | 2   | 12  | 6   | 8   | 354  |
| 5    | HYUNDAI \| Janík Motorsport          | 12  | 15  | 14† | 14† | Ret | 2   | 9   | 8   | Ret | C   | 16  | 15  | 16  | 11  | 354  |
| 6    | Sébastien Loeb Racing – Bardahl Team | 10  | 4   | 3   | 5   | 9   | 12  | 6   | 9   | 7   | C   | 1   | 17† | 11  | Ret | 236  |
| 7    | Brutal Fish Racing Team              | 9   | 2   | 5   | 2   | Ret | 9   |     |     |     |     |     |     |     |     | 139  |
| 7    | Brutal Fish Racing Team              | 14  | 11  | 12  | Ret | Ret | Ret |     |     |     |     |     |     |     |     | 139  |
| 8    | RC2 Junior Team                      |     |     |     |     | 11  | 13  | 12  | 14  |     |     | 12  | 3   | 14  | 10  | 118  |
| 8    | RC2 Junior Team                      |     |     |     |     | 13  | 14  | 13  | 16† |     |     | 18† | 6   | 15  | 12  | 118  |
| 9    | Aggressive Team Italia ASD           |     |     |     |     |     |     | Ret | 11  | 4   | C   | 6   | 10  | 8   | Ret | 83   |
| 9    | Aggressive Team Italia ASD           |     |     |     |     |     |     |     |     |     |     | Ret | WD  |     |     | 83   |
| 10   | LEMA Racing                          | 15  | 14  | 13  | 12  | 14  | 16  | 14  | Ret | Ret | C   | 13  | 14  | 17  | 14  | 33   |
| 11   | Team Clairet Sport                   |     |     | 11  | 9   |     |     |     |     |     |     |     |     |     |     | 31   |
| 11   | Team Clairet Sport                   |     |     | 16  | 11  |     |     |     |     |     |     |     |     |     |     | 31   |
| 12   | CRM Motorsport                       |     |     |     |     |     |     |     |     |     |     | 17† | 5   |     |     | 28   |
| 13   | Élite Motorsport by Comtoyou         | 13  | 12  |     |     | 12  | 15  | Ret | 15  |     |     |     |     |     |     | 25   |
| 13   | Élite Motorsport by Comtoyou         | WD  | WD  |     |     |     |     |     |     |     |     |     |     |     |     | 25   |
| 14   | RaceSing                             |     |     |     |     |     |     | 15† | 13  | 9   | C   |     |     |     |     | 19   |
| 15   | Teo Martín Motorsport                |     |     |     |     |     |     |     |     |     |     |     |     | 13  | 9   | 18   |
| 16   | NORDPASS Juta Racing                 |     |     |     |     |     |     |     |     | 10  | C   |     |     |     |     | 11   |
| 17   | BF Motorsport                        |     |     |     |     |     |     |     |     |     |     | 14  | 13  |     |     | 8    |
| 18   | MM Motorsport                        |     |     |     |     |     |     |     |     |     |     | 15  | 16  |     |     | 1    |
| -    | Burton Racing                        |     |     |     |     | WD  | WD  |     |     |     |     |     |     |     |     | 0    |
| Pos. | Equipo                               | POR | POR | LEC | LEC | SPA | SPA | NOR | NOR | NÜR | NÜR | MNZ | MNZ | BAR | BAR | Pts. |

| Color     | Resultado                                                               |
| --------- | ----------------------------------------------------------------------- |
| Oro       | Ganador                                                                 |
| Plata     | 2.ª plaza                                                               |
| Bronce    | 3.ª plaza                                                               |
| Verde     | Finalizó en los puntos                                                  |
| Azul      | Finalizó sin puntos                                                     |
| Azul      | NC - No clasificado                                                     |
| Violeta   | Ret - No terminó (Carrera)                                              |
| Rojo      | DNQ - No se clasificó                                                   |
| Negro     | DSQ - Descalificado                                                     |
| Blanco    | DNS - No empezó (carrera)                                               |
| Blanco    | WD - Retirado (fin de semana)                                           |
| Blanco    | C - Carrera cancelada                                                   |
| Sin color | DNP - Inscrito pero no participó                                        |
| Sin color | INJ - Lesionado                                                         |
| Sin color | EX - Excluido                                                           |
| Estado    | Resultado                                                               |
| Negrita   | Pole position                                                           |
| Cursiva   | Vuelta rápida                                                           |
| †         | Abandona, pero clasifica al completar el porcentaje requerido para ello |

## Notes
1. 1 2  «Norisring joins seven-round 2022 TCR Europe calendar». TouringCarTimes (en inglés estadounidense) (TouringCarTimes). 21 de diciembre de 2021. Consultado el 21 de diciembre de 2021.
2. 1 2  «TCR Europe set for journey into the unknown for 2022 opener». TouringCarTimes (en inglés estadounidense) (TouringCarTimes). 27 de abril de 2022. Consultado el 27 de abril de 2022.
3. ↑  «Marco Butti joins Élite Motorsport for TCR Europe campaign». europe.tcr-series.com. Consultado el 17 de junio de 2022.
4. 1 2  «Giacomo Ghermandi commits to full season entry». TouringCarTimes (en inglés estadounidense) (TouringCarTimes). 15 de abril de 2022. Consultado el 15 de abril de 2022.
5. 1 2 3  «Janík Motorsport confirms Hyundai Elantra switch for Mat’o Homola». TouringCarTimes (en inglés estadounidense). 7 de abril de 2022. Consultado el 7 de abril de 2021.
6. 1 2 3 4 5 6 7  «Four more new drivers announced for Monza». europe.tcr-series.com. Consultado el 19 de septiembre de 2022.
7. 1 2 3  «Halder Motorsport confirms three-car programme with Mike and Michelle Halder». TouringCarTimes (en inglés estadounidense) (TouringCarTimes). 15 de marzo de 2022. Consultado el 15 de marzo de 2022.
8. ↑  «Jack Young inks Halder Motorsport deal». TouringCarTimes (en inglés estadounidense) (TouringCarTimes). 22 de marzo de 2022. Consultado el 22 de marzo de 2022.
9. ↑  «Target Competition plans three-car return to TCR Europe». TouringCarTimes (en inglés estadounidense) (TouringCarTimes). 21 de enero de 2022. Consultado el 21 de enero de 2022.
10. ↑  «Target Competition unveils 2022 livery ahead of its TCR Europe return». TouringCarTimes (en inglés estadounidense) (TouringCarTimes). 28 de enero de 2022. Consultado el 28 de enero de 2022.
11. 1 2 3  «Target Competition confirms Files, Baldan and Jelmini for 2022». TouringCarTimes (en inglés estadounidense). 15 de abril de 2022. Consultado el 15 de abril de 2022.
12. 1 2  «Alejandro Geppert joins TCR Europe finale». TouringCarTimes. 11 de octubre de 2022. Consultado el 11 de octubre de 2022.
13. ↑  «MM Motorsport joins Monza grid». TouringCarTimes (en inglés estadounidense). 13 de septiembre de 2022. Consultado el 13 de septiembre de 2022.
14. 1 2 3 4  «RC2 Junior Team announces three-car entry for Spa». europe.tcr-series.com. Consultado el 17 de junio de 2022.
15. 1 2 3  «Klim Gavrilov and Evgenii Leonov completes Volcano Motorsport line-up». TouringCarTimes (en inglés estadounidense). 22 de abril de 2022. Consultado el 22 de abril de 2022.
16. 1 2  Evgeni Leonov and Klim Gavrilov are Russian, but competes as a neutral competitor using the Fédération Internationale de l'Automobile flag as Belarusian and Russian national emblems were banned by the association due to the Russian invasion of Ukraine.
17. ↑  «Isidro Callejas joins Volcano Motorsport for 2022 TCR Europe season». TouringCarTimes (en inglés estadounidense) (TouringCarTimes). 18 de febrero de 2022. Consultado el 18 de febrero de 2022.
18. ↑  «Karklys and Fugel confirm Nürburgring entries». europe.tcr-series.com. Consultado el 25 de agosto de 2022.
19. 1 2 3  «Pepe Oriola returns to TCR Europe with Brutal Fish». TouringCarTimes (en inglés estadounidense). 8 de abril de 2022. Consultado el 8 de abril de 2022.
20. 1 2  «Frédéric Vervisch joins Barcelona finale with Comtoyou Racing». TouringCarTimes (en inglés estadounidense). Consultado el 12 de octubre de 2022.
21. ↑  «Sébastien Loeb Racing makes Cupra switch with John Filippi». TouringCarTimes. 27 de abril de 2022. Consultado el 27 de abril de 2022.
22. 1 2  «Tom Coronel returns to TCR Europe with Comtoyou Racing». TouringCarTimes (en inglés estadounidense). Consultado el 7 de abril de 2022.
23. ↑  «Paulsen steps up to replace Coronel at the Norisring». europe.tcr-series.com. Consultado el 28 de junio de 2022.
24. 1 2  «Comtoyou Racing confirms Girolami, Coronel and Davidovski for TCR Europe». TouringCarTimes (en inglés estadounidense). 7 de abril de 2022. Consultado el 7 de abril de 2021.
25. 1 2  «TCR Germany driver Patrick Sing joins for his home events». europe.tcr-series.com. Consultado el 27 de junio de 2022.
26. ↑  «Pepe Oriola joins Aggressive Team Italia after Brutal Fish split». TouringCarTimes (en inglés estadounidense). 25 de junio de 2022. Consultado el 25 de junio de 2022.
27. 1 2 3  «Entry List Paul Ricard» (en inglés estadounidense). 19 de mayo de 2022. Consultado el 20 de mayo de 2022.